# Pic Schrader
Pic Schrader, dříve Bachimala, také Gran Bachimala, francouzsky Grand Batchimale, je hora v centrální a nejvyšší části Pyrenejí, na španělsko-francouzské hranici.
Náleží mezi deset nejvyšších vrcholů Pyrenejí a Španělska.
Leží severozápadně od horských masivů Posets a Maladeta ve francouzském regionu Okcitánie a ve španělském autonomním společenství Aragonie. Pic Schrader je vzdálený přes 20 kilometrů západně až severozápadně od nejvyššího vrcholu Pyrenejí Pico de Aneto (3 404 m).
Hora je pojmenovaná podle francouzského horolezce, geografa a kartografa Franze Schradera.

## Geografie
Pic Schrader leží mezi údolím Valle de Bielsa na západě a horským masivem Posets na východě. Jižně leží údolí Valle de Gistau. Na rozdíl od okolního masivu Posets tvoří tuto část Centrálních Pyrenejí více oblé hřbety hor, louky a lesy, které vystupují až nad 2 000 metrů. Výstupová cesta na Pic Schrader vede z horské chaty Refugio de Viadós.